# Zielonka (powiat bydgoski)
Zielonka (niem. Wolfshals) – wieś w Polsce, położona w województwie kujawsko-pomorskim, w powiecie bydgoskim, w gminie Białe Błota.

## Podział administracyjny
W latach 1950–1998 miejscowość należała administracyjnie do województwa bydgoskiego.

## Nazwa
Pochodzenie nazwy miejscowości wywodzi się od „ziela” rosnącego na łąkach.

## Położenie
Zielonka znajduje się około 9 km na południe od granic Bydgoszczy, przy obwodnicy drogowej – drodze ekspresowej S5 / S10. Znajduje się w południowej części gminy Białe Błota. Od zachodu graniczy z sołectwem Ciele, od południa z Prądkami i Przyłękami, natomiast od północy poprzez las z Trzcińcem i Bydgoszczą. Miejscowość otoczona jest Puszczą Bydgoską, zwłaszcza od północy i wschodu.
Pod względem fizycznogeograficznym wieś leży w obrębie makroregionu Pradolina Toruńsko-Eberswaldzka, w mezoregionie Kotlina Toruńska i mikroregionie Równina Rynarzewska (Równina Lipnicka).

## Charakterystyka
Miejscowość posiada charakter mieszkalno-usługowy. Z uwagi na usytuowanie oraz warunki gruntowe, posiada bardzo dobre warunki zarówno dla tworzenia zespołów mieszkaniowych, jak i dla rozwoju gospodarczego i agroturystyki. Na terenie wsi są liczne warsztaty rzemieślnicze oraz tereny stanowiące rezerwę dla zakładów produkcyjnych. Rolnictwo posiada znaczenie drugorzędne. We wsi funkcjonują 3 gospodarstwa rolne o powierzchni powyżej 1 ha.
Zielonka podzielona jest na dwie części przez drogę ekspresową S10. Północno-zachodnią granicą jest linia kolejowa nr 131 Bydgoszcz-Inowrocław. Zabudowa koncentruje się po południowej stronie drogi ekspresowej. W części północnej dominują tereny leśne, a wśród nich znajduje się kopalnia piasku dla zakładu cegieł wapienno-piaskowych w Trzcińcu.
W skład wsi wchodzą cztery przysiółki o nazwach:
- Głodna Ameryka – przysiółek we wschodniej części wsi na terenie o niskiej bonitacji ziemi
- Kolonia Błotna – o charakterze rolniczym, położona nieopodal obwodnicy drogowej
- Madera – charakteryzująca się niegdyś ubogą zabudową
- Wilcza Szyja – obszar dawnej kolonizacji olęderskiej

Na terenie wsi zlokalizowane są trzy nieczynne cmentarze ewangelickie.
We wsi na terenach leśnych znajduje się stanowisko wiśni karłowatej objętej ochroną jako pomnik przyrody.
Nazwą Zielonka określa się również leśnictwo, które wchodzi w skład Nadleśnictwa Bydgoszcz. Jego powierzchnia wynosi 254 ha, z czego: 244 ha to powierzchnia leśna, a 10 ha stanowi powierzchnię nieleśną.

## Historia

### Okres staropolski
Wieś Zielonka należąca do starostwa bydgoskiego powstała na przełomie XVII i XVIII wieku. Osiadło tu czterech gospodarzy „olędrów” prawdopodobnie na podstawie kontraktu czynszowego nadanego przez wójta bydgoskiego Przed wojną północną mieszkały we wsi nadal 4 rodziny chłopskie, jednak w 1713 roku wieś była całkowicie opuszczona. Część ludności wiejskiej pod wpływem ciężarów spowodowanych wojną ratowała się ucieczką, bądź też pozostała na miejscu, ale była tak zrujnowana, że nie mogła płacić podatków.
W inwentarzu wójtostwa bydgoskiego z 1744 r. podano, że we wsi mieszkało czterech gospodarzy, którzy powoływali się na kontrakt osadniczy zawarty przez wójta bydgoskiego gen. Henryka Baudissina. Ich powinności obejmowały m.in. płacenie czynszu, pogłównego, hiberny oraz dostarczanie dla dworu drewna.
1 grudnia 1744 roku wieś otrzymała kontrakt osadniczy olęderski na 10 lat. Mieszkało tu 5 gospodarzy na 3 włókach ziemi uprawnej. Oprócz opłaty podatków „inszej powinności nie pełnią, tylko piwo i gorzałkę na swoje potrzebę z zamku lub z karczmy zamkowej brać powinni. Drzewo do budowy wozić. Do młynów bydgoskich mleć jeździć są obowiązani”.
W 1766 roku mieszkało we wsi 3 gospodarzy o holenderskich nazwiskach, którzy obrabiali 3 włók ziemi uprawnej. Posiadali oni ważny kontrakt zawarty przez wójta bydgoskiego w 1756 roku na 50 lat. Posiadali prawo poboru drewna z lasów wójtowskich (Puszczy Bydgoskiej) oraz wolni byli od szarwarków na rzecz dworu. Obowiązani byli natomiast płacić podatki (czynsz, pogłówne, gajowe, hiberna, dziesięcina) oraz kupować piwo i gorzałkę wyłącznie z karczmy zamkowej.
Według informacji z katastru fryderycjańskiego z 1773 roku w Zielonce mieszkało 6 gospodarzy i 5 komorników, którzy za mieszkanie i wyżywienie pracowali u właściciela. Wieś określono jako przynależną do starosty bydgoskiego.

### Okres zaborów
Zielonka w XIX wieku to wieś czynszowa. We miejscowości, podobnie jak w sąsiednich wsiach nad doliną Noteci, najlepiej rozwijała się hodowla owiec, w mniejszym stopniu krów, świń, wołów i koni. W II połowie XIX w. hodowla owiec poważnie zmalała kosztem zwiększenia pogłowia trzody chlewnej i bydła rogatego. Jako siłę pociągową wykorzystywano woły, w mniejszym stopniu konie. Do 1858 roku dokonano uwłaszczenia gospodarstw chłopskich.
Spis miejscowości rejencji bydgoskiej z 1833 r. podaje, że we wsi mieszkało 105 osób (wszyscy ewangelicy) w 14 domach. W pobliżu Zielonki znajdowała się wieś Wilcze Gardło (niem. Wolfshals), w której mieszkało 119 osób (102 ewangelików, 17 katolików) w 18 domach. Według opisu Jana Nepomucena Bobrowicza z 1846 r. Zielonka należała do rządowej domeny bydgoskiej, natomiast Wilcze Gardło należało do majątku Białebłoto należącego do miasta Bydgoszczy. Mieszkało tu łącznie 119 osób w 18 domostwach. Kolejny spis z 1860 r. podaje, że we wsi Zielonka mieszkało 348 osób (323 ewangelików, 25 katolików) w 26 domach. Na miejscu znajdowała się szkoła elementarna. Miejscowość należała do parafii katolickiej i ewangelickiej w Bydgoszczy. Między Zielonką, a Cielem leżała wieś Wolfshals, złożona z dwóch części. W 1860 roku Gross Wolfshals liczył 36 ewangelików w 5 domach, a Klein Wolfshals – 102 osób (95 ewangelików, 7 katolików) w 16 domach. Dzieci uczęszczały do szkoły w Zielonce.
Słownik geograficzny Królestwa Polskiego dla roku 1884 podaje, że w Zielonce mieszkało 617 osób (592 ewangelików, 25 katolików) w 94 domostwach. Wieś posiadała sądy, urząd okręgowy, urząd stanu cywilnego oraz szkoły. Najbliższa poczta znajdowała się w Bydgoszczy-Gorzyszkowie, natomiast stacja kolejowa w Bydgoszczy. Miejscowość należała do katolickiej parafii farnej w Bydgoszczy oraz gminy ewangelickiej w Cielu.

### Dwudziestolecie międzywojenne
20 stycznia 1920 roku wieś weszła w skład odrodzonej Rzeczypospolitej. W ramach powiatu bydgoskiego powołano gminę Bydgoszcz Nadleśnictwo zwaną również Bydgoszcz-Wieś, złożoną z 12 gromad wiejskich, m.in. gromady Zielonka. W latach 20. z miejscowości wyjechało wielu Niemców, a na ich miejsce napływali Polacy. Zmieniał się więc skład narodowościowy, jednakże aż do 1945 r. Zielonka, podobnie jak okoliczne wsie charakteryzowała się stosunkowo dużym odsetkiem ludności niemieckiej.
W 1938 r. powierzchnia wsi Zielonka liczyła 705 ha. Mieszkało tu 219 Polaków i 292 Niemców. Udział procentowy ludności niemieckiej (57%), przekraczał znacznie średnią dla powiatu bydgoskiego wynoszącą około 22%. W przededniu wybuchu II wojny światowej wzrósł rewizjonizm mniejszości niemieckiej, na którą silnie oddziaływała propaganda nazistowska.

### Okupacja niemiecka
3 i 4 września 1939 r. w trakcie wycofywania się wojsk polskich doszło w okolicy (Łochowo, Murowaniec, Prądki) do dywersji niemieckiej i ostrzeliwania żołnierzy polskich. Zajęcie miejscowości przez wojska hitlerowskie i grupy specjalne, składające się z szowinistów niemieckich, zapoczątkowało represje miejscowej ludności polskiej. Jeszcze we wrześniu 1939 r. aresztowano i rozstrzelano mieszkańca Zielonki.
W okresie okupacji niemieckiej 1939–1945 miejscowość wchodziła w skład rejencji bydgoskiej, powiatu bydgoskiego (niem. Landkreis Bromberg), obwodu urzędowego Bydgoszcz-Wieś (niem. Amtsbezirk Bromberg-Land), który składał się z 15 gmin: Białe Błota, Brzoza, Ciele Jachcice, Kruszyn, Lisi Ogon, Łochowice, Łochowo, Murowaniec, Opławiec, Osowa Góra, Prądki, Prądy, Przyłęki i Zielonka.
31 października 1943 roku gmina wiejska Zielonka (niem. Wolfshals) liczyła 706 ha. Mieszkało tu 439 osób w 114 domach.

### Po II wojnie światowej
Tuż po wyzwoleniu zaczęto już w styczniu 1945 r. organizować władze administracyjne. Na terenie powiatu bydgoskiego utworzono 10 urzędów gminnych, w tym gminę Bydgoszcz-Wieś, docelowo z siedzibą w Białych Błotach. Do gminy tej należało 14 gromad (sołectw): Białe Błota, Brzoza, Ciele, Kruszyn Kraiński, Lisi Ogon, Łochowice, Łochowo, Murowaniec, Opławiec, Osowa Góra, Prądki, Prądy, Przyłęki i Zielonka.
Podczas reformy samorządowej w 1954 r. zamiast gmin utworzono duże gromady. Powstała wtedy gromada Białebłota, która obejmowała m.in. Zielonkę. Od 1973 r. wieś wchodzi w skład gminy Białe Błota.
Okres powojenny był pomyślny dla rozwoju miejscowości. Jeszcze w latach 1970-1997 ludność Zielonki wzrosła o 10% z 418 do 458 osób. Szczególnie intensywny rozwój rozpoczął się jednak po 2000 r. i związany był z procesem suburbanizacji okolic Bydgoszczy. W okresie 2003–2011 ludność miejscowości powiększyła się prawie 2-krotnie z 545 do 1047 osób, a w 2021 r. liczba ludności wyniosła 2313 – to 115% wzrost względem roku 2011.
Na terenie miejscowości funkcjonowała kopalnia piasku kwarcowego.

## Statystyka
Poniżej podano wybrane informacje statystyczne dotyczące wsi Zielonka na podstawie Banku Danych Lokalnych GUS.
Narodowy Spis Powszechny 2002 wykazał, że we wsi Zielonka mieszkało 588 osób w 184 gospodarstwach domowych. 35% populacji posiadało wykształcenie wyższe lub średnie. We wsi znajdowało się 138 budynków ze 148 mieszkaniami, z których prawie połowa posiadała 5 izb lub więcej. 21% mieszkań pochodziło sprzed 1945 roku, zaś 54% wzniesiono w latach 1989–2002.
Narodowy Spis Powszechny 2011 odnotował 1074 mieszkańców Zielonki. W 2013 r. działalność gospodarczą prowadziło 188 podmiotów, w tym 167 osób fizycznych, 21 osób prawnych, 10 spółek handlowych (w tym 3 z udziałem kapitału zagranicznego). Dominowały małe przedsiębiorstwa (0-9 osób). Jedno przedsiębiorstwo zatrudniało powyżej 50 osób, a 6 w granicach 10–49 osób.
W latach 2008–2013 oddano do użytku tylko 149 mieszkań – wszystkie w budownictwie indywidualnym. Stanowiło to 10% nowych mieszkań wzniesionych w tym czasie w całej gminie, lecz w kontekście lokalnym – więcej, niż wszystkie mieszkania w poprzednich okresach razem wzięte.
Narodowy Spis Powszechny 2021 odnotował 2313 mieszkańców wsi Zielonka. W 2022 r. do użytku zostało oddane 64 mieszkań, w tym 61 indywidualnych i 3 przeznaczone na sprzedaż lub wynajem. W 2023 r. działalność gospodarczą prowadziło 414 podmiotów, w tym 367 osób fizycznych, 47 osób prawnych, 31 spółek handlowych (w tym 3 z udziałem kapitału zagranicznego). Dominowały małe przedsiębiorstwa (0-9 osób). Jedno przedsiębiorstwo zatrudniało powyżej 50 osób, a 4 w granicach 10–49 osób.